# Campionati mondiali di sci alpino 2001
I Campionati mondiali di sci alpino 2001, 36ª edizione della manifestazione organizzata dalla Federazione Internazionale Sci, si svolsero in Austria, a Sankt Anton am Arlberg, dal 29 gennaio al 10 febbraio. Il programma incluse gare di discesa libera, supergigante, slalom gigante, slalom speciale e combinata, tutte sia maschili sia femminili.

## Impianti

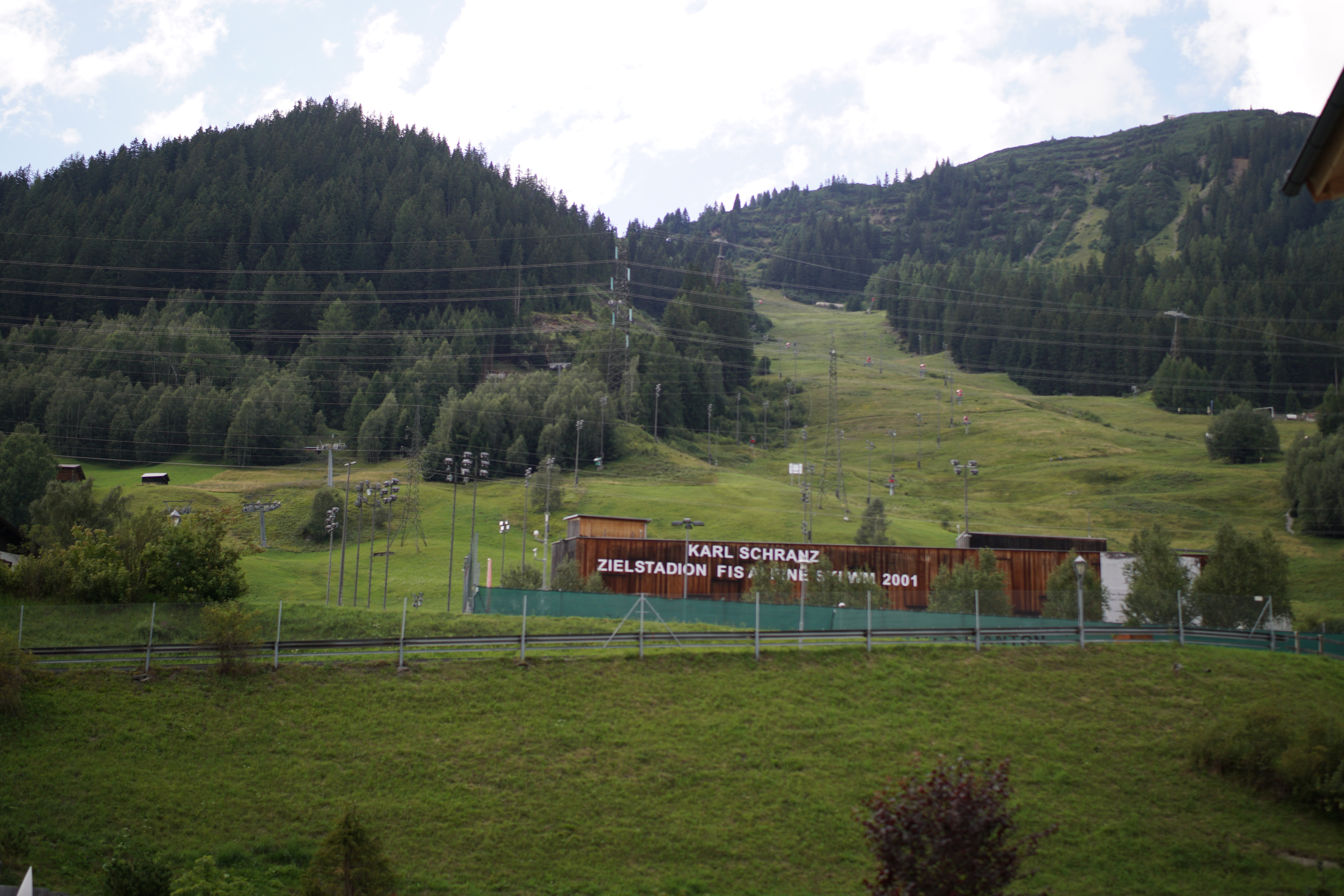
La parte finale della pista Karl Schranz

Le gare si sono disputate sulle piste Gertrud Gabl,  Kandahar, Karl Schranz e Sonnenwiese.

## Risultati

### Uomini

#### Discesa libera
| Pos. | Atleta              | Nazione     | Tempo   |
| ---- | ------------------- | ----------- | ------- |
| 1    | Hannes Trinkl       | Austria     | 1:38,74 |
| 2    | Hermann Maier       | Austria     | 1:38,94 |
| 3    | Florian Eckert      | Germania    | 1:39,26 |
| 4    | Silvano Beltrametti | Svizzera    | 1:39,37 |
| 5    | Daron Rahlves       | Stati Uniti | 1:39,64 |
| 6    | Fritz Strobl        | Austria     | 1:39,66 |
| 7    | Stephan Eberharter  | Austria     | 1:39,83 |
| 8    | Werner Franz        | Austria     | 1:39,90 |
| 9    | Alessandro Fattori  | Italia      | 1:40,19 |
| 10   | Max Rauffer         | Germania    | 1:40,74 |

Data: 7 febbraio

Pista: Karl Schranz

Partenza: 

Arrivo: 

Lunghezza: 3 806 m

Dislivello: 960 m

Ore: 9.30 (UTC+1)

Porte: 

Tracciatore: 

#### Supergigante
| Pos. | Atleta                 | Nazione     | Tempo   |
| ---- | ---------------------- | ----------- | ------- |
| 1    | Daron Rahlves          | Stati Uniti | 1:21,46 |
| 2    | Stephan Eberharter     | Austria     | 1:21,54 |
| 3    | Hermann Maier          | Austria     | 1:21,69 |
| 4    | Lasse Kjus             | Norvegia    | 1:21,73 |
| 5    | Didier Cuche           | Svizzera    | 1:21,95 |
| 6    | Werner Franz           | Austria     | 1:22,33 |
| 7    | Josef Strobl           | Austria     | 1:22,48 |
| 8    | Alessandro Fattori     | Italia      | 1:22,50 |
| 9    | Pierre-Emmanuel Dalcin | Francia     | 1:22,60 |
| 10   | Bjarne Solbakken       | Norvegia    | 1:22,74 |

Data: 30 gennaio

Pista: Karl Schranz

Partenza: 

Arrivo: 

Lunghezza: 2 010 m

Dislivello: 630 m

Ore: 10.30 (UTC+1)

Porte: 

Tracciatore: 

#### Slalom gigante
| Pos. | Atleta                | Nazione       | Tempo   |
| ---- | --------------------- | ------------- | ------- |
| 1    | Michael von Grünigen  | Svizzera      | 2:23,80 |
| 2    | Kjetil André Aamodt   | Norvegia      | 2:24,15 |
| 3    | Frédéric Covili       | Francia       | 2:24,18 |
| 4    | Hermann Maier         | Austria       | 2:24,19 |
| 5    | Massimiliano Blardone | Italia        | 2:24,64 |
| 6    | Heinz Schilchegger    | Austria       | 2:24,75 |
| 7    | Lasse Kjus            | Norvegia      | 2:25,01 |
| 8    | Paul Accola           | Svizzera      | 2:25,24 |
| 9    | Marco Büchel          | Liechtenstein | 2:25,36 |
| 10   | Sami Uotila           | Finlandia     | 2:25,42 |

Data: 8 febbraio

Pista: Karl Schranz

Partenza: 

Arrivo: 

Dislivello: 435 m

1ª manche:

Ore: 9.30 (UTC+1)

Porte:

Tracciatore: 

2ª manche:

Ore: 13.30 (UTC+1)

Porte:

Tracciatore: 

#### Slalom speciale
| Pos. | Atleta              | Nazione  | Tempo   |
| ---- | ------------------- | -------- | ------- |
| 1    | Mario Matt          | Austria  | 1:39,66 |
| 2    | Benjamin Raich      | Austria  | 1:39,81 |
| 3    | Mitja Kunc          | Slovenia | 1:40,36 |
| 4    | Heinz Schilchegger  | Austria  | 1:40,60 |
| 5    | Rene Mlekuž         | Slovenia | 1:40,70 |
| 6    | Rainer Schönfelder  | Austria  | 1:40,86 |
| 7    | Kjetil André Aamodt | Norvegia | 1:40,94 |
| 8    | Jure Košir          | Slovenia | 1:41,01 |
| 9    | Pierrick Bourgeat   | Francia  | 1:41,29 |
| 10   | Kentarō Minagawa    | Giappone | 1:41,53 |

Data: 10 febbraio

Pista: Sonnenwiese

Partenza: 

Arrivo: 

Dislivello: 212 m

1ª manche:

Ore: 9.30 (UTC+1)

Porte: 

Tracciatore: 

2ª manche:

Ore: 13.30 (UTC+1)

Porte: 

Tracciatore: 

#### Combinata
| Pos. | Atleta              | Nazione   | Tempo   |
| ---- | ------------------- | --------- | ------- |
| 1    | Kjetil André Aamodt | Norvegia  | 2:58,25 |
| 2    | Mario Matt          | Austria   | 2:58,93 |
| 3    | Paul Accola         | Svizzera  | 2:59,53 |
| 4    | Rainer Schönfelder  | Austria   | 2:59,89 |
| 5    | Alessandro Fattori  | Italia    | 3:03,12 |
| 6    | Ondřej Bank         | Rep. Ceca | 3:04,69 |
| 7    | Peter Pen           | Slovenia  | 3:06,17 |
| 8    | Jean-Philippe Roy   | Canada    | 3:06,40 |
| 9    | Jan Holický         | Rep. Ceca | 3:06,52 |
| 10   | David Anderson      | Canada    | 3:07,90 |

Data: 5 febbraio

Discesa libera

Pista: Karl Schranz

Ore: 12.30 (UTC+1)

Partenza: 

Arrivo: 

Lunghezza: 

Dislivello: 

Porte: 

Tracciatore: 

Slalom speciale

Pista: Sonnenwiese

Partenza: 

Arrivo: 

Dislivello: 192 m

1ª manche:

Ore: 17.30 (UTC+1)

Porte: 

Tracciatore: 

2ª manche:

Ore: 20.30 (UTC+1)

Porte: 

Tracciatore: 

### Donne

#### Discesa libera
| Pos. | Atleta               | Nazione  | Tempo   |
| ---- | -------------------- | -------- | ------- |
| 1    | Michaela Dorfmeister | Austria  | 1:36,20 |
| 2    | Renate Götschl       | Austria  | 1:36,34 |
| 3    | Selina Heregger      | Austria  | 1:36,37 |
| 4    | Corinne Rey-Bellet   | Svizzera | 1:36,90 |
| 5    | Isolde Kostner       | Italia   | 1:37,00 |
| 6    | Hilde Gerg           | Germania | 1:37,02 |
| 7    | Mojca Suhadolc       | Slovenia | 1:37,45 |
| 8    | Lucia Recchia        | Italia   | 1:37,56 |
| 9    | Merete Fjeldavlie    | Norvegia | 1:37,73 |
| 10   | Carole Montillet     | Francia  | 1:37,83 |

Data: 6 febbraio

Pista: Gertrud Gabl

Partenza: 

Arrivo: 

Lunghezza: 2 362 m

Dislivello: 685 m

Ore: 10.30 (UTC+1)

Porte: 

Tracciatore: 

#### Supergigante
| Pos. | Atleta                | Nazione     | Tempo   |
| ---- | --------------------- | ----------- | ------- |
| 1    | Régine Cavagnoud      | Francia     | 1:23,44 |
| 2    | Isolde Kostner        | Italia      | 1:23,49 |
| 3    | Hilde Gerg            | Germania    | 1:23,52 |
| 4    | Megan Gerety          | Stati Uniti | 1:23,59 |
| 5    | Carole Montillet      | Francia     | 1:23,69 |
| 6    | Corinne Rey-Bellet    | Svizzera    | 1:23,72 |
| 7    | Pernilla Wiberg       | Svezia      | 1:23,78 |
| 8    | Alexandra Meissnitzer | Austria     | 1:23,83 |
| 9    | Kirsten Clark         | Stati Uniti | 1:23,86 |
| 10   | Mélanie Turgeon       | Canada      | 1:23,90 |

Data: 29 gennaio

Pista: Gertrud Gabl

Partenza: 

Arrivo: 

Lunghezza: 1 754 m

Dislivello: 500 m

Ore: 10.30 (UTC+1)

Porte: 

Tracciatore: 

#### Slalom gigante
| Pos. | Atleta               | Nazione       | Tempo   |
| ---- | -------------------- | ------------- | ------- |
| 1    | Sonja Nef            | Svizzera      | 2:19,01 |
| 2    | Karen Putzer         | Italia        | 2:20,11 |
| 3    | Anja Pärson          | Svezia        | 2:20,52 |
| 4    | Lilian Kummer        | Svizzera      | 2:21,30 |
| 5    | Birgit Heeb          | Liechtenstein | 2:21,44 |
| 6    | Allison Forsyth      | Canada        | 2:21,76 |
| 7    | Christel Pascal      | Francia       | 2:21,79 |
| 8    | Michaela Dorfmeister | Austria       | 2:21,93 |
| 9    | Anna Ottosson        | Svezia        | 2:22,42 |
| 10   | María José Rienda    | Spagna        | 2:22,56 |

Data: 9 febbraio

Pista: Gertrud Gabl

Partenza: 

Arrivo: 

Dislivello: 378 m

1ª manche:

Ore: 9.30 (UTC+1)

Porte:

Tracciatore: 

2ª manche:

Ore: 13.30 (UTC+1)

Porte:

Tracciatore: 

#### Slalom speciale
| Pos. | Atleta           | Nazione     | Tempo   |
| ---- | ---------------- | ----------- | ------- |
| 1    | Anja Pärson      | Svezia      | 1:32,95 |
| 2    | Christel Pascal  | Francia     | 1:33,56 |
| 3    | Hedda Berntsen   | Norvegia    | 1:33,99 |
| 4    | Sabine Egger     | Austria     | 1:34,13 |
| 5    | Janica Kostelić  | Croazia     | 1:34,40 |
| 6    | Karin Köllerer   | Austria     | 1:34,72 |
| 7    | Sonja Nef        | Svizzera    | 1:35,19 |
| 8    | Kristina Koznick | Stati Uniti | 1:35,75 |
| 9    | Carina Raich     | Austria     | 1:36,08 |
| 10   | Urška Hrovat     | Slovenia    | 1:36,17 |

Data: 7 febbraio

Pista: Sonnenwiese

Partenza: 

Arrivo: 

Dislivello: 192 m

1ª manche:

Ore: 17.30 (UTC+1)

Porte: 

Tracciatore: 

2ª manche:

Ore: 20.30 (UTC+1)

Porte: 

Tracciatore: 

#### Combinata
| Pos. | Atleta             | Nazione     | Tempo   |
| ---- | ------------------ | ----------- | ------- |
| 1    | Martina Ertl       | Germania    | 2:55,65 |
| 2    | Christine Sponring | Austria     | 2:58,23 |
| 3    | Karen Putzer       | Italia      | 2:58,69 |
| 4    | Corinne Rey-Bellet | Svizzera    | 2:59,43 |
| 5    | Petra Haltmayr     | Germania    | 2:59,79 |
| 6    | Stefanie Schuster  | Austria     | 3:01,60 |
| 7    | Emily Brydon       | Canada      | 3:01,65 |
| 8    | Pia Käyhkö         | Finlandia   | 3:02,66 |
| 9    | Jonna Mendes       | Stati Uniti | 3:02,95 |
| 10   | Kirsten Clark      | Stati Uniti | 3:03,18 |

Data: 2 febbraio

Discesa libera

Pista: Kandahar

Ore: 10.30 (UTC+1)

Partenza: 

Arrivo: 

Lunghezza: 

Dislivello: 

Porte: 

Tracciatore: 

Slalom speciale

Pista: Kandahar

Partenza: 

Arrivo: 

Dislivello: 172 m

1ª manche:

Ore: 18,00 (UTC+1)

Porte: 

Tracciatore: 

2ª manche:

Ore: 21.00 (UTC+1)

Porte: 

Tracciatore: 

## Medagliere per nazioni
| Pos. | Nazione     | Oro | Argento | Bronzo | Totale |
| ---- | ----------- | --- | ------- | ------ | ------ |
| 1    | Austria     | 3   | 5       | 3      | 11     |
| 2    | Svizzera    | 2   | 0       | 1      | 3      |
| 3    | Francia     | 1   | 1       | 1      | 3      |
| 3    | Norvegia    | 1   | 1       | 1      | 3      |
| 5    | Germania    | 1   | 0       | 2      | 3      |
| 6    | Svezia      | 1   | 0       | 1      | 2      |
| 7    | Stati Uniti | 1   | 0       | 0      | 1      |
| 8    | Italia      | 0   | 2       | 1      | 3      |
| 9    | Slovenia    | 0   | 0       | 1      | 1      |